# Haus Albertsplatz 5/5a

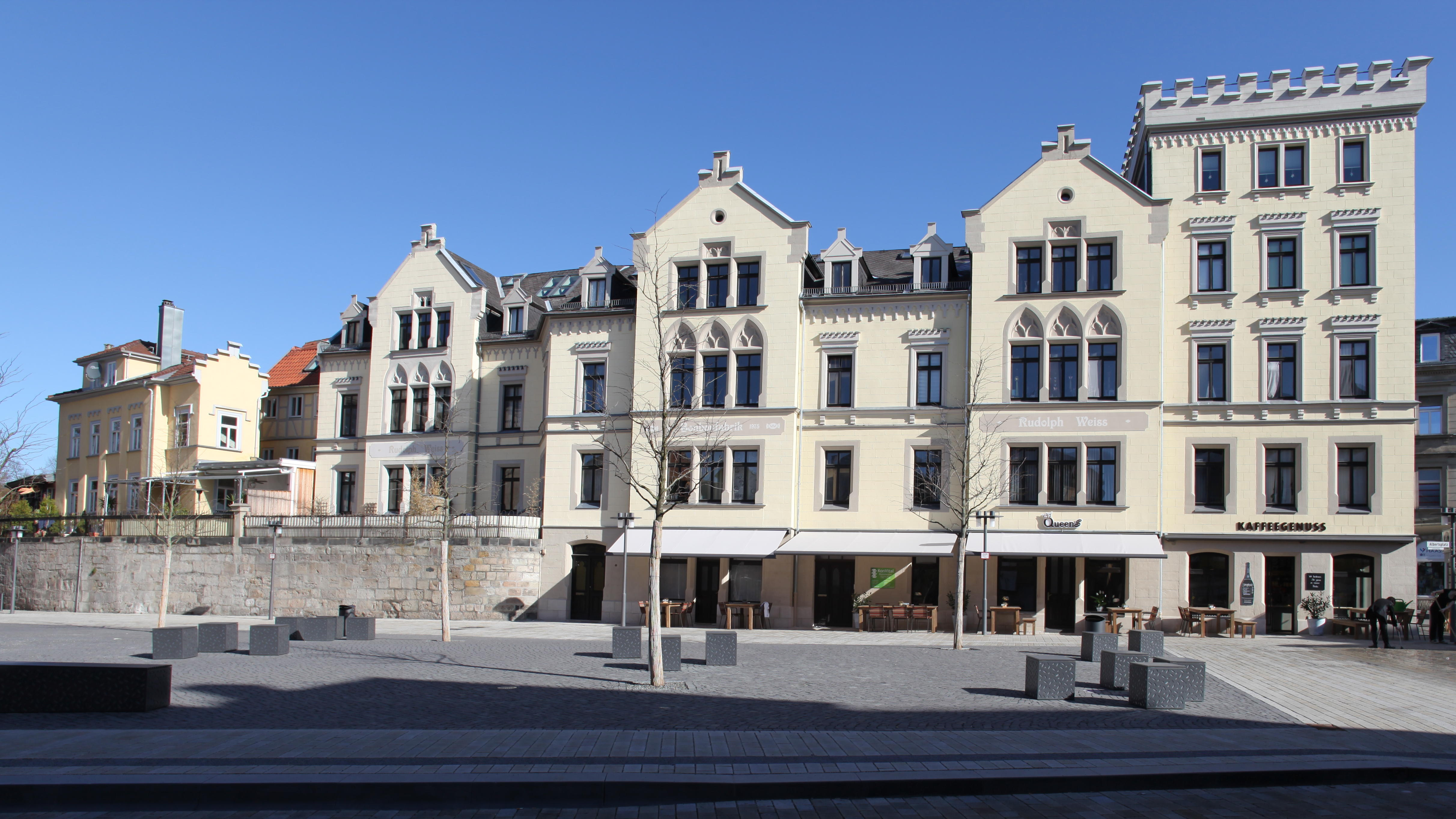
Albertsplatz 5/5a in Coburg

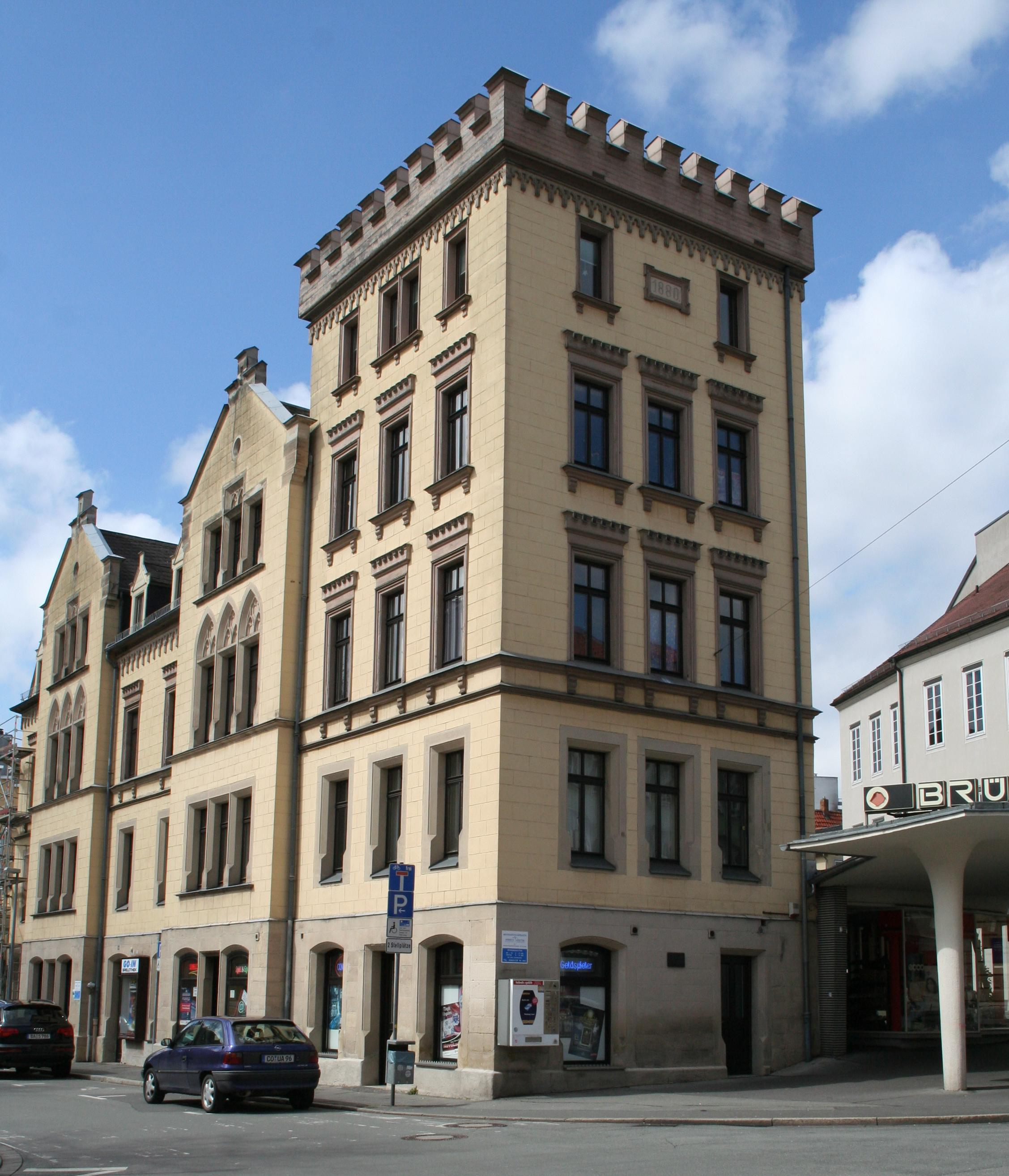
Wohnturm

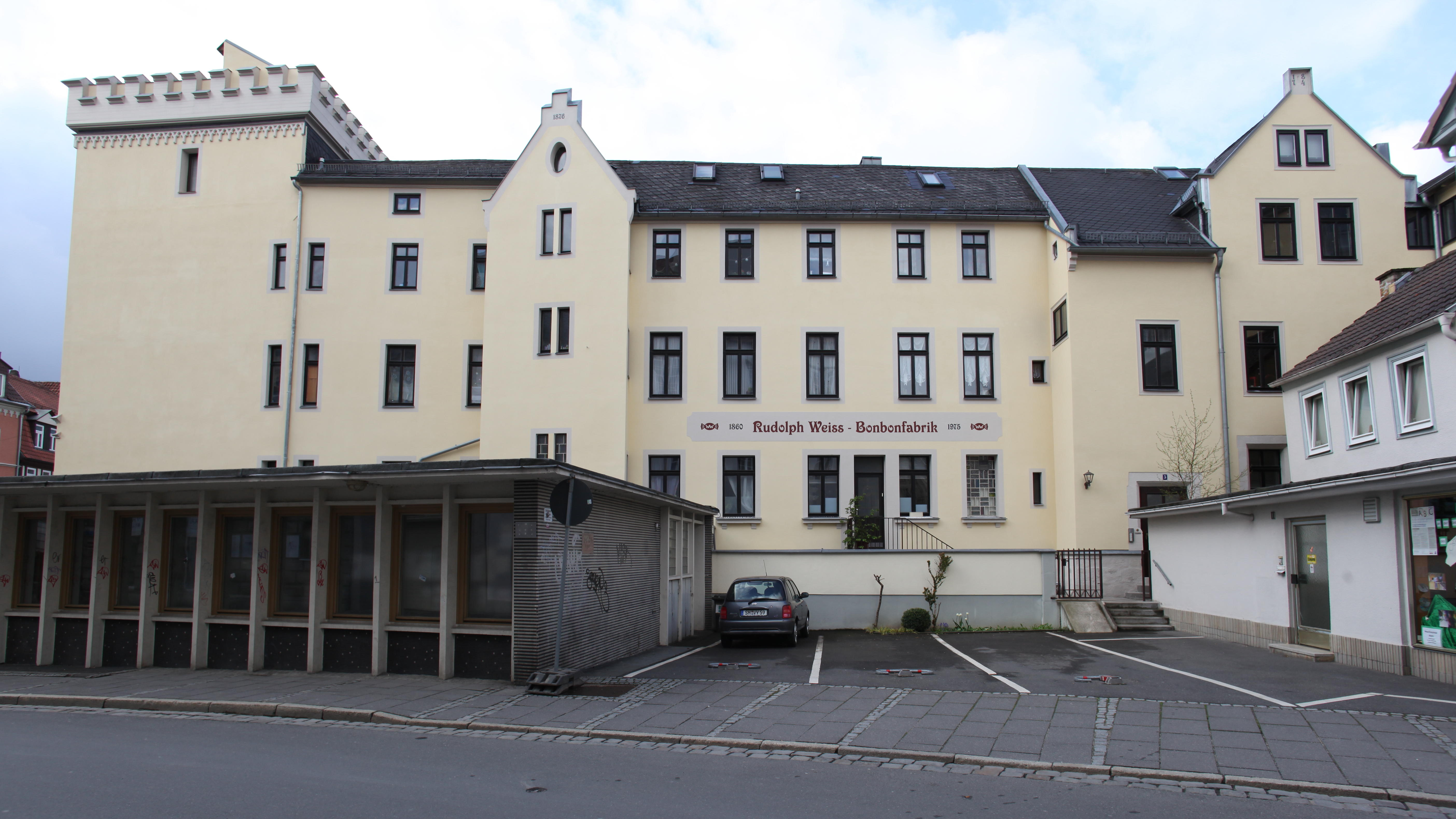
Rückfront

Das Haus Albertsplatz 5/5a in der oberfränkischen Stadt Coburg ist ein ab 1874 errichtetes, neugotisches Wohn- und Geschäftshaus, das als Baudenkmal in der Bayerischen Denkmalliste eingetragen ist.

## Geschichte
Nachdem der Konditor Rudolf Weiß im Dezember 1872 ein zweigeschossiges Holzhaus an der Rosengasse erworben hatte, beauftragte er den herzoglichen Bauinspektor Hans Rothbart mit der Errichtung eines mehrteiligen Wohngebäudes auf der Nordseite des Albertsplatzes. Im ersten Bauabschnitt wurde 1874 das Holzhaus zu einem massiven Wohnhaus umgebaut und 1876 mit dem Anbau eines weiteren Gebäudes in Richtung Osten ergänzt. 1880 folgte als östlicher Abschluss ein fünfstöckiger zinnenbewehrter Wohnturm. 1910 wurde auf der Seite zur Rosengasse nachträglich ein Risalit zur Aufnahme sanitärer Anlagen angebaut. Sanierungen wurden 1977/78 und 2010/11 durchgeführt. Im Jahr 2011 wurde im Rahmen einer Fassadensanierung die historische Firmenbeschriftung Rudolph Weiss - Bonbonfabrik wiederhergestellt. Bis 1975 wurde in der ersten Etage die Bonbonproduktion und im Erdgeschoss der Süßwarengroß- und Einzelhandel betrieben.  Eine Gedenktafel an der Ostseite des Hauses 5a erinnert an den Coburger Stadtmaler Emil Maurer, der in der vierten Etage des Wohnturms von 1901 bis zu seinem Tod am 12. November 1945 lebte. Die Rückseite des Wohnturmes versah der Berliner Künstler Gert Neuhaus im Mai/Juni 2022 mit einem Wandgemälde, das die britische Königin Victoria und Prinzgemahl Albert darstellt.

## Architektur
Der Stadtbild prägende Gebäudekomplex ist Teil eines neugotisch gestalteten Bebauungsrings entlang der ehemaligen Stadtmauer. Am Albertsplatz wird er am östlichen Ende durch einen fünfgeschossigen, zinnenbewehrten Wohnturm abgeschlossen, der den Standort des 1791 abgerissenen Inneren Ketschentores markiert. Westlich folgt ein dreigeschossiges Traufseithaus, dessen Südfassade zwei vorgesetzte viergeschossige, dreiachsige Zwerchhausrisalite hat. Den nordwestlichen Abschluss bildet eine zweigeschossige Villa mit einem mittig angeordneten, dreigeschossigen Giebelrisalit. Das Haus hat einen kleinen Vorgarten und steht zurückgesetzt auf den Resten der hochmittelalterlichen Zwingermauer. Gleiche First-, Traufen- und Geschossenhöhen sowie Gestaltungselemente wie Zinnenkränze und Bogenfriese unter der Traufe gliedern und vereinen die einzelnen Gebäudeteile.